# Столяры (Саратовская область)
Столяры — посёлок в Озинском районе Саратовской области, в составе городского поселения Озинское муниципальное образование. 
Посёлок расположен на реке Чалыкле, примерно в 4,6 км по прямой северо-восточнее районного центра посёлка Озинки (7 км по автодорогам).
Население — 131 (2010) человек.

## История
Хутор Столяры упоминается в Списке населённых мест Самарской губернии, по сведениям 1889 года. Хутор относился к Натальинской волости Новоузенского уезда Самарской губернии. На хуторе проживало 87 жителей. 
Согласно Списку населённых мест Самарской губернии 1910 года на хуторе проживало 130 мужчин и 144 женщин, имелись 2 ветряные мельницы.
В 1919 году в составе Новоузенского уезда село включено в состав Саратовской губернии.

## Население
Динамика численности населения по годам:
| Годы      | 1889 | 1910 | 2002 |
| --------- | ---- | ---- | ---- |
| Население | 38   | 274  | 168  |

| 2002 | 2010 |
| ---- | ---- |
| 168  | ↘131 |